# Ambassade d'Angola en France
L'ambassade d'Angola en France est la représentation diplomatique de la république d'Angola en France. Elle est située à Paris et son ambassadrice est, depuis 2023, Guilhermina Prata.

## Ambassade
L'ambassade est située avenue Foch dans le 16e arrondissement de Paris. Son bâtiment (partiellement classé) est l'hôtel de Monpelas, dit aussi Ephrussi-Rothschild, un des premiers hôtels particuliers bâtis et un des derniers subsistants, parmi ceux qui ont été érigés le long de l'avenue (alors nommée de l'Impératrice) dans les années suivant sa création en 1854. Œuvre de l'architecte Jean-Alexis Thierry, datant de 1859, qui le construit pour Madame de Monpelas, l'hôtel passe ensuite aux mains de Louis-Charles d’Orléans, duc de Nemours, puis en 1887 devient propriété de Béatrice de Rothschild et son époux le banquier Maurice Ephrussi, avant d'être enfin racheté en 1979 par la république d’Angola, qui l'a soigneusement fait restaurer.
Début 2022, les statues Zéphyr, Flore et l’Amour et L’Abondance sont exposées dans l'appartement de la Dauphine au château de Versailles. Vendues en 1881 à Alphonse de Rothschild, elles se trouvaient depuis dans le jardin de l'ambassade, qui après leur redécouverte les offre gracieusement à l'ancien palais royal.

## Consulat
L'Angola dispose également d'un consulat général, situé à 16, rue Henri-Rochefort dans le 17e arrondissement de Paris. La résidence du consul général se situe au 24, rue de l'Assomption, dans le 16e arrondissement de Paris.

## Ambassadeurs d'Angola en France
| Date de nomination | Date de remise des lettres de créance | Date de remise des lettres de créance | Diplomate                          |
| ------------------ | ------------------------------------- | ------------------------------------- | ---------------------------------- |
|                    | 15 mars 1979                          | [ JORF 1 ]                            | Luís de Almeida (pt)               |
|                    | 1989                                  |                                       | Elísio de Figueiredo (en)          |
|                    | 17 novembre 1992                      | [ JORF 2 ]                            | Boaventura Silva Cardoso (pt)      |
|                    | 28 juin 2000                          | [ JORF 3 ]                            | Assunção dos Anjos                 |
|                    | 23 mai 2003                           | [ JORF 4 ]                            | Ambrósio Lukoki (pt)               |
| 2006               |                                       |                                       | Victor Manuel Rita da Fonseca Lima |
|                    | 2 juillet 2009                        | [ JORF 5 ]                            | Miguel da Costa                    |
| 15 février 2018    | 31 août 2018                          | [ JORF 6 ]                            | João Bernardo de Miranda           |
| 20 janvier 2023    | 22 septembre 2023                     | [ JORF 7 ]                            | Guilhermina Prata                  |